# منصور بن المهدي
منصور بن المهدي كان أميرًا عباسيًا، ابن الخليفة العباسي المهدي، شقيق الخليفة الهادي وهارون الرشيد. كان المنصور والياً على الشام في عهد ابن أخيه الخليفة الأمين.

## النشأة
المنصور هو ابن المهدي وأمه البحتريه ابنة الثائر الفارسي الشريفة معصمغان الدماوندية التي أرسل المهدي ضدها لأول مرة إلى خراسان. وأمها بكند بنت أصبهبذ فرخان الصغير. كان لديها أخت اسمها سميرة. وأنجبت للمهدي ولداً سمّاه على اسم جده منصور، وابنتين سليمة وعليّة.
رشح والده ولديه الأكبر. موسى الهادي وهارون الرشيد ورثة. يحتفظ المنصور بعلاقات جيدة مع جميع إخوته.
عين المنصور حاكماً على سوريا عام 809. وظل في منصبه حتى أعاد الأمين تعيين سليمان ليحكم سوريا حوالي 809-810 ردًا على الاضطرابات في دمشق الناجمة عن سرقة إبريق كريستال ثمين من المسجد الأموي من قبل الحاكم الحالي، ابن شقيق سليمان، منصور. غضب الدمشقيين دفعهم إلى رفض الصلاة خلف القادة العباسييون.
وبعد إقالته من منصبه، عاد المنصور إلى بغداد عام 810.

## الإخوة
كان المنصور معاصرًا ويرتبط بالعديد من الخلفاء والأمراء والأميرات العباسيين. كان لديه عشرة إخوة غير أشقاء وله أختان شقيقتان هما علية وسليمة.
| لا. | العباسيون           | علاقة         |
| --- | ------------------- | ------------- |
| 1   | موسى الهادي         | أخ            |
| 2   | هارون الرشيد        | أخ            |
| 3   | عباسة بنت المهدي    | أخت غير شقيقة |
| 4   | عبيد الله بن المهدي | أخ            |
| 5   | علية بنت المهدي     | أخت غير شقيقة |
| 6   | ابراهيم بن المهدي   | أخ            |
| 7   | علية بنت المهدي     | أخت           |
| 8   | علي بن المهدي       | أخ            |
| 9   | سليمة بنت المهدي    | أخت           |
| 10  | عبد الله بن المهدي  | أخ            |
| 11  | بنوقة بنت المهدي    | أخت غير شقيقة |
| 12  | عيسى بن المهدي      | أخ            |